# 파울슈테른슈트라세역
파울슈테른슈트라세역(U-Bahnhof Paulsternstraße)은 베를린 슈판다우구 하젤호르스트에 있는 U7의 역이다. 1984년 10월 1일 U7의 북서부 연장 당시에 개업했다. 파울슈테른슈트라세(Paulsternstraße)/노넨담알레(Nonnendammallee)에 위치해 있다. 에스컬레이터는 설치되어 있지만 엘리베이터는 없다. 파울슈테른(Paulstern)이라는 이름은 과거에 있었던 베를린 우편 호텔(Berliner Postgasthof)에서 따 왔다.
라이너 륌러가 설계했으며, 역 설계 당시에 영감을 얻을 수 없어서 역 소재지의 역사에 초점을 맞추었다. 과거에 이 역 주변은 슈프레강이 흘렀던 곳(Große Rohrbruch)으로, 융페른하이데까지 펼쳐진 소나무 숲이 시작되는 곳이었으며, Sternfelde라고 불렸던 적이 있었다. 이 점에서 착안하여 별(Stern), 루흐(Luch), 숲, 나무, 외로운 나비를 떠올렸고, 역 내부 설계에 반영했다. 역사 내부의 기둥은 나무를 형상화했고, 벽면 장식은 루흐의 풍경인 갈대와 풀을 형상화했다. 어두운 하늘에는 별과 차가운 달, 나방을 반영했다. 1980년-1984년 개통된 리하르트바그너플라츠-라트하우스 슈판다우 구간 및 다른 도시철도역과 비교했을 때에도 륌러의 설계 중 대표적으로 취급할 수 있다.
역사에는 점자 블록이나 엘리베이터가 설치되어 있지 않다. 엘리베이터 설치는 2021년 이후로 무기한 연기되었다. 역 개통 이후부터 계단 및 에스컬레이터를 통한 동선 한 곳만이 확보되어 있었으며, 중간층은 역사 중앙부로 이어진다. 2000년 도이체 오퍼역 화재 사건 이후 베를린 내각에서는 동선 한 곳만 확보된 역에 추가 출입구를 설치하여 비상 탈출구를 확보하려고 했다. 2002년 검사 결과 파울슈테른슈트라세역에도 추가 출입구를 설치하라는 의견이 있었으나, 루도역, 울란트슈트라세역, 테오도어호이스플라츠역 등 다른 역에 먼저 설치가 진행되었다. 아울러 설치 예산도 확보되지 않았다.
2017년 3월 U7 노선의 북부 역사 6곳의 일부로 베를린의 건축유산으로 지정되었다.
베를린 버스 139번과 환승할 수 있다.

## 인접 철도역
| 베를린 지하철                         | 베를린 지하철 | 베를린 지하철    |
| ------------------------------------- | ------------- | ---------------- |
| 하젤호르스트 라트하우스 슈판다우 방면 | U7            | 로어담 루도 방면 |